# Dubočke
Dubočke este un sat din comuna Nikšić, Muntenegru. Conform datelor de la recensământul din 2003, localitatea are 271 de locuitori (la recensământul din 1991 erau 289 de locuitori).

## Demografie
În satul Dubočke locuiesc 239 de persoane adulte, iar vârsta medie a populației este de 45,8 de ani (43,3 la bărbați și 49,1 la femei). În localitate sunt 78 de gospodării, iar numărul mediu de membri în gospodărie este de 3,47.
|  |

| Demografie | Demografie | Demografie |
| An         | Locuitori  | Locuitori  |
| ---------- | ---------- | ---------- |
|            |            |            |
|            |            |            |
|            |            |            |
|            |            |            |
| 1948       | 491        |            |
| 1953       | 548        |            |
| 1961       | 672        |            |
| 1971       | 603        |            |
| 1981       | 441        |            |
| 1991       | 289        | 285        |
| 2003       | 283        | 271        |

| \| Componența etnică conform recensământului din 2003[2] \| Componența etnică conform recensământului din 2003[2] \| Componența etnică conform recensământului din 2003[2] \| Componența etnică conform recensământului din 2003[2] \| Componența etnică conform recensământului din 2003[2] \| \| ----------------------------------------------------- \| ----------------------------------------------------- \| ----------------------------------------------------- \| ----------------------------------------------------- \| ----------------------------------------------------- \| \| \| \| \| \| \| \| Muntenegreni \| Muntenegreni \| \| 180 \| 66,42% \| \| Sârbi \| Sârbi \| \| 76 \| 28,04% \| \| necunoscută \| necunoscută \| \| 7 \| 2,58% \| |              |  |     |        |
| Componența etnică conform recensământului din 2003 |              |  |     |        |
| |              |  |     |        |
| Muntenegreni | Muntenegreni |  | 180 | 66,42% |
| Sârbi | Sârbi        |  | 76  | 28,04% |
| necunoscută | necunoscută  |  | 7   | 2,58%  |